# San Mauro Castelverde
San Mauro Castelverde (sicilià Santu Màuru) és un municipi italià, dins de la ciutat metropolitana de Palerm. L'any 2014 tenia 1.737 habitants. Limita amb els municipis de Castel di Lucio (ME), Castelbuono, Geraci Siculo, Pettineo (ME), Pollina i Tusa (ME).

## Administració
| Període   | Identitat          | Partit        |
| --------- | ------------------ | ------------- |
| 2000-2010 | Mauro Cascio       | Llista cívica |
| 2010-2015 | Mario Azzolini     | Llista cívica |
| 2015-     | Giuseppe Minutilla | Llista cívica |